# Subterclasse
In tassonomia, la subterclasse è uno dei livelli di classificazione scientifica degli organismi viventi.
Nell'organizzazione sistemica, la subterclasse è definita come rango inferiore all'infraclasse e superiore all'ordine (o al magnordine e al superordine se esistenti).
Un'infraclasse (ad esempio Euthyneura) può contenere più subterclassi (nell'esempio citato Acteonimorpha,  Ringipleura e Tectipleura), ciascuna delle quali può essere suddivisa in uno o più ordini (o magnordini o superordini).